# Требињски корпус ЈВуО
Требињски корпус (Горски штаб 250) био је корпус Југословенске војске у Отаџбини који је обухватао срез Требиње, Љубиње, Билећа и Столац током Другог свјетског рата. Командант корпуса био је поручник Милорад Видачић. Бројно стање корпуса било је око 2.500 бораца, 1943. године.

## Састав корпуса
- Командант: поручник Милорад Видачић

### Бригаде
- Билећка, командант капетан Константин Коста Уљаревић, а затим капетан Милош Куреш
- Требињска, командант поручник Влада Милојевић
- Дубровачка, командант капетан Нино Свилокос; живио касније у Детроиту
- Столачка, командант капетан Илић Илија
- Љубињска, командант капетан Боривоје Лучић, п.поручник Батрић Булатовић